# Darstellungssatz von Fréchet-Riesz
Der Darstellungssatz von Fréchet-Riesz, manchmal auch Satz von Fréchet-Riesz oder Rieszscher Darstellungssatz beziehungsweise Darstellungssatz von Riesz (nach Frigyes Riesz) ist in der Mathematik eine Aussage der Funktionalanalysis, die den Dualraum bestimmter Banachräume charakterisiert. Da Riesz an mehreren solchen Sätzen beteiligt war, werden verschiedene Sätze als Rieszscher Darstellungssatz bezeichnet.

## Motivation
In der Funktionalanalysis gewinnt man Informationen über die Struktur von Banachräumen aus dem Studium linearer, stetiger Funktionale. So erlaubt beispielsweise der Trennungssatz, mit ihrer Hilfe konvexe Mengen unter bestimmten Voraussetzungen voneinander zu trennen. Es ergibt sich damit als natürliche Aufgabe, den Raum aller solcher stetigen Funktionale – den Dualraum – näher zu studieren.
Dualräume von normierten Vektorräumen – und damit auch von Banachräumen – sind stets selbst Banachräume. Das konstante Funktional {\displaystyle x\mapsto 0} ist offenbar immer stetig und der Satz von Hahn-Banach sichert die Existenz „vieler“ weiterer stetiger Funktionale. Dieser Existenzsatz ist jedoch rein abstrakt und basiert auf nicht-konstruktiven Methoden wie dem Lemma von Zorn. Es liegt nun nahe, nach isometrischen Isomorphismen zwischen einem bekannten Raum und dem zu untersuchenden Dualraum zu suchen, um letzteren greifbar zu beschreiben.
In endlichdimensionalen Vektorräumen ist es leicht, Dualräume zu charakterisieren: Man betrachte als Beispiel ein Funktional {\displaystyle \varphi } aus dem Dualraum von {\displaystyle \mathbb {R} ^{2}}, den man als {\displaystyle (\mathbb {R} ^{2})'} bezeichnet. Nach Ergebnissen der linearen Algebra lässt es sich darstellen durch die Multiplikation mit einem Zeilenvektor von links:
{\displaystyle x\mapsto {\begin{pmatrix}f_{1}&f_{2}\end{pmatrix}}x}
und folglich mithilfe des Standardskalarprodukts auch als
{\displaystyle x\mapsto \langle {\vec {f}},x\rangle \;.}
Die Abbildung
{\displaystyle {\begin{aligned}\Phi \colon \mathbb {R} ^{2}&\to (\mathbb {R} ^{2})'\\{\vec {f}}&\mapsto \langle {\vec {f}},\cdot \rangle \end{aligned}}}
ist bijektiv und isometrisch. Mithilfe von {\displaystyle \Phi } können wir also den Dualraum des {\displaystyle \mathbb {R} ^{2}} mit dem {\displaystyle \mathbb {R} ^{2}} selbst identifizieren.
Der Satz von Fréchet-Riesz verallgemeinert diese Erkenntnis auf allgemeine Hilberträume, während der Darstellungssatz von Riesz-Markow den Dualraum von {\displaystyle C^{0}(K)}, dem Raum der stetigen Funktionen auf einem kompakten Hausdorff-Raum {\displaystyle K}, charakterisiert. Eine weitere bekannte, mit dem Namen Riesz verbundene Dualitätsbeziehung ist die Identifizierung der Dualräume von {\displaystyle L^{p}}-Räumen mit den Räumen {\displaystyle L^{q}}, wobei {\displaystyle {\tfrac {1}{p}}+{\tfrac {1}{q}}=1}, siehe Dualität von {\displaystyle L^{p}}-Räumen.

## Aussage
Sei {\displaystyle H} ein Hilbertraum. Dann existiert zu jedem stetigen, linearen Funktional {\displaystyle \alpha \in H'} genau ein {\displaystyle w\in H}, sodass gilt:
{\displaystyle {\begin{aligned}\alpha (v)&=\langle v,w\rangle ~~\forall \,v\in H\\\|\alpha \|&=\|w\|\end{aligned}}}
Umgekehrt ist für gegebenes {\displaystyle w\in H} die Abbildung
{\displaystyle v\mapsto \langle v,w\rangle }
ein stetiges Funktional mit Operatornorm {\displaystyle \|w\|}.

### Beweis
Existenz: Sei {\displaystyle \alpha \colon H\rightarrow \mathbb {C} } ein stetiges, lineares Funktional.
Ist {\displaystyle \alpha =0}, so wählt man {\displaystyle w=0}.
Ist {\displaystyle \alpha \neq 0}, dann ist sein Kern {\displaystyle U:=\operatorname {Ker} (\alpha )} ein abgeschlossener Unterraum von {\displaystyle H}. 
Mit dem Projektionssatz folgt, dass {\displaystyle H=U\oplus U^{\perp }}. Da außerdem {\displaystyle U\neq H} folgt {\displaystyle U^{\perp }\neq \{0\}}.
Wähle {\displaystyle w_{0}\in U^{\perp }} mit {\displaystyle \|w_{0}\|=1}. Dann ist {\displaystyle \alpha (w_{0})=c\neq 0}. Für {\displaystyle \lambda \in \mathbb {C} } folgt nun aufgrund der Linearität von {\displaystyle \alpha }, dass {\displaystyle \alpha (\lambda w_{0})=\lambda c}. Insbesondere stellt {\displaystyle \alpha } einen Isomorphismus zwischen {\displaystyle \operatorname {span} \{w_{0}\}} und {\displaystyle \mathbb {C} } dar. Nach dem Homomorphiesatz ist {\displaystyle \alpha } auch ein Isomorphismus zwischen {\displaystyle U^{\perp }=H/\operatorname {Ker} (\alpha )} und {\displaystyle \mathbb {C} }. Aus diesem Grund folgt {\displaystyle U^{\perp }=\operatorname {span} \{w_{0}\}}. Nun ist jedes {\displaystyle v\in H} von der Form {\displaystyle v=\lambda w_{0}+u} mit {\displaystyle u\in U} und {\displaystyle \lambda \in \mathbb {C} }.
Daher ist {\displaystyle \alpha (v)=\alpha (\lambda w_{0}+u)=\lambda c}. Setzt man nun {\displaystyle w=cw_{0}}, dann gilt {\displaystyle u\perp w} und daher {\displaystyle \langle v,w\rangle =\langle \lambda w_{0},w\rangle =\lambda c}. Wir folgern, dass {\displaystyle \alpha (v)=\langle v,w\rangle } gilt.
Für die Eindeutigkeit sei angenommen, es gebe einen weiteren Vektor {\displaystyle w^{\prime }} mit {\displaystyle \alpha (v)=\langle v,w^{\prime }\rangle }. Dann gilt für jedes {\displaystyle v\in H}, dass {\displaystyle \langle v,w-w^{\prime }\rangle =0}. Setzt man {\displaystyle v=w-w^{\prime }}, so folgt {\displaystyle 0=\langle w-w^{\prime },w-w^{\prime }\rangle =\|w-w^{\prime }\|^{2}}, also insbesondere, dass {\displaystyle w=w^{\prime }}.

## Dualität vonLp-Räumen
Der Satz von Fréchet-Riesz kann, da jeder unendlich-dimensionale, separable Hilbertraum zu einem {\displaystyle L^{2}}-Raum isomorph ist, als Satz über {\displaystyle L^{2}}-Räume angesehen werden. Er lässt sich auf {\displaystyle L^{p}}-Räume verallgemeinern. Dieser in Kurzform {\displaystyle (L^{p})\,'\cong L^{q}} lautende Satz wird oft als Satz von Riesz, seltener als Rieszscher Darstellungssatz, zitiert.